# Kamil Jarmatow

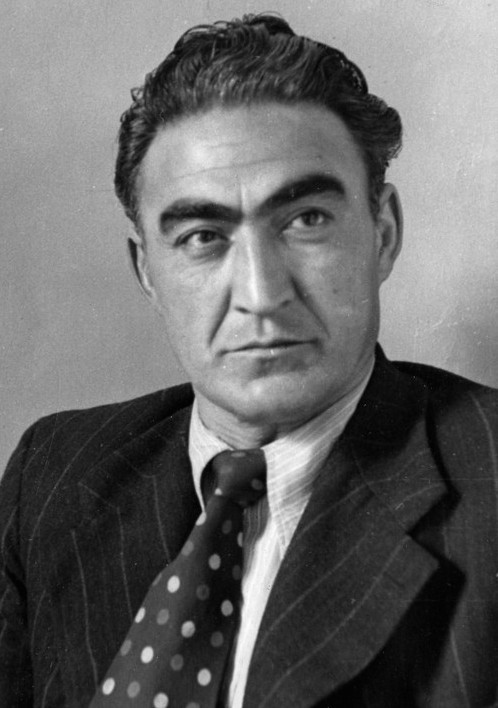

Kamil Jarmatowitsch Jarmatow (russisch Камиль Ярматович Ярматов, usbekisch Komil Yormatov; * 19. Apriljul. / 2. Mai 1903greg. in Kanibadam, Russisches Reich, heute Tadschikistan; † 17. November 1978 in Taschkent, UdSSR) war ein sowjetischer Filmregisseur.

## Leben
Jarmatow stammte aus einer usbekischen Familie aus Kanibadam im heutigen Tadschikistan. Nach seinem Schulabschluss ging Jarmatow  in den 1920er-Jahren nach Moskau und studierte dort zunächst an der Staatlichen Universität für Verkehrswesen. Gleichzeitig besuchte er aber Schauspielkurse und wechselte schließlich an das renommierte Gerassimow-Institut für Kinematographie. Sein Studium schloss er dort 1931 ab. 
Sein Regiedebüt gab Kamil Jarmatow 1932 mit dem Film „Emigrant“, einer Tadschikfilm-Produktion. In den nächsten Jahren folgten zahlreiche weitere Regiearbeiten Jarmatows, auch als Schauspieler trat er gelegentlich auf. 1940 erhielt er erstmals eine Auszeichnung für seine Arbeit, das Ehrenzeichen der Sowjetunion. Einer seiner bekanntesten Filme war der 1948 erschienene Monumentalfilm Der Dichter Alischer Nawoi, der bei Usbekfilm in Taschkent entstand. Ebenfalls 1948 erhielt er dann den wenige Jahre später abgeschafften Stalinpreis. 1956 erschien sein Film Awizenna. 1959 wurde Jarmatow als Volkskünstler der UdSSR ausgezeichnet.
Jarmatow starb 1978 in Taschkent.

## Filmografie (Auswahl)
- 1939: Drusja wstretschajutsja wnow (Друзья встречаются вновь)
- 1948: Der Dichter Alischer Nawoi (Алишер Навои)
- 1956: Awizenna (Авиценна)
- 1964: Auf die Pferde, Dshigiten (Буря над Азией)
- 1969: Reiter der Revolution (Всадники революции)
- 1970: Der Untergang des schwarzen Konsuls (Гибель чёрного консула)
- 1976: Ferne nahe Jahre (Далёкие близкие годы)